# Stellar 7
Stellar 7 è un videogioco sparatutto in prima persona alla guida di un carro armato futuristico, ispirato dall'arcade Battlezone, pubblicato inizialmente nel 1983 per Apple II e Commodore 64 dalla Software Entertainment Company (USA) e in seguito da Penguin Software e U.S. Gold. Venne sviluppato da Damon Slye, utilizzando grafica wireframe di fluidità notevole per i computer a 8 bit sui quali funzionava.
A partire dal 1990 uscirono versioni per i computer a 16 bit Amiga, MS-DOS e Macintosh, prodotte dalla Dynamix. Queste versioni, rinnovate soprattutto sul piano estetico con grafica 3D solida, sono considerate da Damon Slye un remake dell'originale.
Nel 1990 è apparsa anche una conversione non ufficiale e non commerciale per Commodore 16.

## Trama
Gir Draxon, capo supremo dell'impero degli arturiani, ha dichiarato guerra alla Terra e intende invaderla sfruttando inaspettatamente una serie di punti di teletrasporto tra pianeti lontani detti warplink. Contro gli arturiani viene inviato il veicolo sperimentale Raven (corvo imperiale in inglese), una specie di carro armato dotato di doppio cannone, antigravità per fluttuare rasoterra, scudi protonici, e un sistema che lo può rendere invisibile. Il Raven percorre gli warplink in senso inverso e affronta le forze arturiane sulle superfici di sette corpi celesti di sette diversi sistemi stellari, a partire da quello solare, dove combatte su Titano. Infine arriva al sistema di Arturo, dove affronta anche Gir Draxon in persona.

## Modalità di gioco
Il gioco è composto da sette livelli corrispondenti alle tappe su ciascun sistema stellare. Ogni livello si svolge su un ampio territorio piatto, con ostacoli geometrici sparsi e sfondi decorativi all'orizzonte, variabili a seconda del livello. Il giocatore pilota il Raven con visuale in prima persona sul davanti e può andare avanti e indietro, far ruotare il mezzo su sé stesso, e sparare cannonate frontalmente. Le munizioni sono infinite e si possono sparare due colpi in rapida sequenza prima di dover attendere brevemente per ricaricare.
I livelli sono popolati da nemici di 12 possibili tipi, che comprendono vari modelli di carri armati, velivoli, hovercraft, laser e cannoni fissi, mine inseguitrici, falsi ostacoli che esplodono. Un briefing accessibile dal menù principale permette di visualizzare una presentazione di tutti i nemici e oggetti in gioco. Dopo aver distrutto abbastanza nemici diventa disponibile il warplink, sotto forma di un oggetto da raggiungere per completare il livello.
Un piccolo schermo radar sempre presente permette di vedere la posizione relativa di nemici e oggetti fino a una certa distanza, sotto forma di puntini che non distinguono il tipo di nemico; su Commodore 64 il radar ha due modalità per mostrare o meno anche i proiettili. Inoltre c'è la possibilità di aumentare lo zoom della visuale frontale.
Per periodi di tempo limitati si può attivare l'invisibilità del Raven. Lo stato di invisibilità è indicato anche dal simbolo di corvo posto sopra la visuale. I nemici non vedono il Raven in questo stato, ma hanno una certa memoria della sua ultima posizione visibile e possono individuarlo dai proiettili quando spara. C'è anche un tipo di nemico che può rendersi invisibile al giocatore.
Il Raven ha una barra dell'energia degli scudi che cala subendo colpi nemici; un ulteriore colpo dopo il suo esaurimento causa la distruzione e il game over. Nelle versioni Apple e C64 una seconda barra rappresenta l'energia di alimentazione e cala lentamente col tempo, o molto più velocemente quando si attiva l'invisibilità. In alcuni sistemi si possono trovare unità di rifornimento che ricaricano scudi e alimentazione.
La versione Apple II ha la visuale monocromatica in bianco su nero, mentre quella Commodore 64 ha colori di sfondo variabili, ma le linee del wireframe sono monocromatiche. Nel caso del Commodore 64 le versioni dei tre editori presentano anche varianti nel programma, in particolare quella Penguin Software aggiunse sfondi bicolore e quella U.S. Gold livelli di difficoltà selezionabili.

### Versioni a 16 bit
Le versioni remake, oltre ai miglioramenti estetici come grafica poligonale solida, cruscotto e sfondi dettagliati, musiche e brevi scene di intermezzo, hanno anche novità nel gameplay.
Oltre all'invisibilità ci sono diverse abilità speciali attivabili in quantità limitata. Non c'è più la barra dell'alimentazione, ma ogni abilità ha una sua icona con indicatore del numero di utilizzi rimasti; questi inizialmente dipendono dal livello di difficoltà scelto, e nuove ricariche si possono ottenere distruggendo tre veicoli nemici dello stesso tipo in sequenza. Le nuove abilità sono lo "scudo anguilla" che permette di danneggiare i nemici speronandoli, un cannone più potente, una super spinta in avanti, l'"occhio di gatto" per rivelare i nemici invisibili, mine da lasciare a terra, e una spinta verso l'alto che permette di fare balzi.
Ogni livello ha un boss sotto forma di un gigantesco robot umanoide, mentre prima era presente solo lo scontro finale con Gir Draxon. Per il resto si affrontano sostanzialmente gli stessi nemici negli stessi livelli delle versioni classiche; anche gli algoritmi di comportamento dei nemici vennero mantenuti uguali.

## Storia
Stellar 7 venne sviluppato originariamente per Apple II dal giovane statunitense Damon Slye, che aveva da poco terminato le scuole superiori ed era appassionato di linguaggio assembly per il MOS 6502 (il microprocessore dell'Apple II e dei primi Commodore). Fu ispirato dal videogioco arcade Battlezone del 1980; riprodurre sui microcomputer una vera grafica vettoriale tridimensionale come quella di Battlezone rappresentava una sfida all'epoca. Con tecniche di programmazione avanzate Slye riuscì a produrre un gioco con animazioni veloci e con molte nuove caratteristiche rispetto a Battlezone, nonostante i limiti della macchina. In seguito Slye stesso realizzò anche la conversione per Commodore 64. Stellar 7 fu il suo primo progetto a divenire commerciale.
Damon Slye e Jeff Tunnell fondarono la Software Entertainment Company proprio per pubblicare Stellar 7 e un altro gioco (Electronic Playground di Tunnell), ma presto capirono che a quei tempi era troppo tardi per lanciare una nuova editrice così piccola. Perciò Stellar 7, dopo una prima edizione a marchio Software Entertainment Company, venne ceduto per la pubblicazione alla Penguin Software, mentre Slye e Tunnell fondarono invece la Dynamix, inizialmente dedicata solo allo sviluppo di giochi. Stellar 7 per Commodore 64 venne pubblicato anche dalla U.S. Gold in Europa.
Nel 1990 la Dynamix, divenuta nel frattempo anche un'editrice, decise di rilanciare il remake del gioco delle sue origini; il nuovo Stellar 7 venne prodotto inizialmente per MS-DOS da una squadra sotto la direzione di Damon Slye (accreditato come producer). All'epoca, secondo Slye, fu un prodotto graficamente all'avanguardia, che mostrava le potenzialità della scheda video VGA nella grafica 3D con il pieno uso dei colori. Successivamente uscì anche per Amiga (1991) e Macintosh (1992); la versione Amiga non fu altrettanto notevole.
Lo Stellar 7 del 1983 non ebbe grandi risultati commercialmente, vendendo circa 8000 copie soltanto, mentre i giochi di successo ne vendevano circa 10 volte tanto. La versione del 1990 fu invece un grande successo e portò alla produzione di alcuni seguiti ufficiali del gioco, anche per console.

## Seguiti
All'uscita del remake del 1990 seguirono altri titoli, tutti sviluppati o pubblicati dalla Dynamix.
- Nova 9 (1991) per Amiga e DOS
- Stellar 7: Draxon's Revenge (1993) per la console 3DO
- Stellar-Fire (1993) per la console Sega Mega CD

Inoltre Arcticfox, sviluppato dalla Dynamix e uscito nel 1986-1989 per molti tipi di computer, è basato sullo stesso gameplay di Stellar 7 ed è considerato da Damon Slye una sorta di seguito non ufficiale.